# Département de l'Égypte ancienne et du Soudan du British Museum

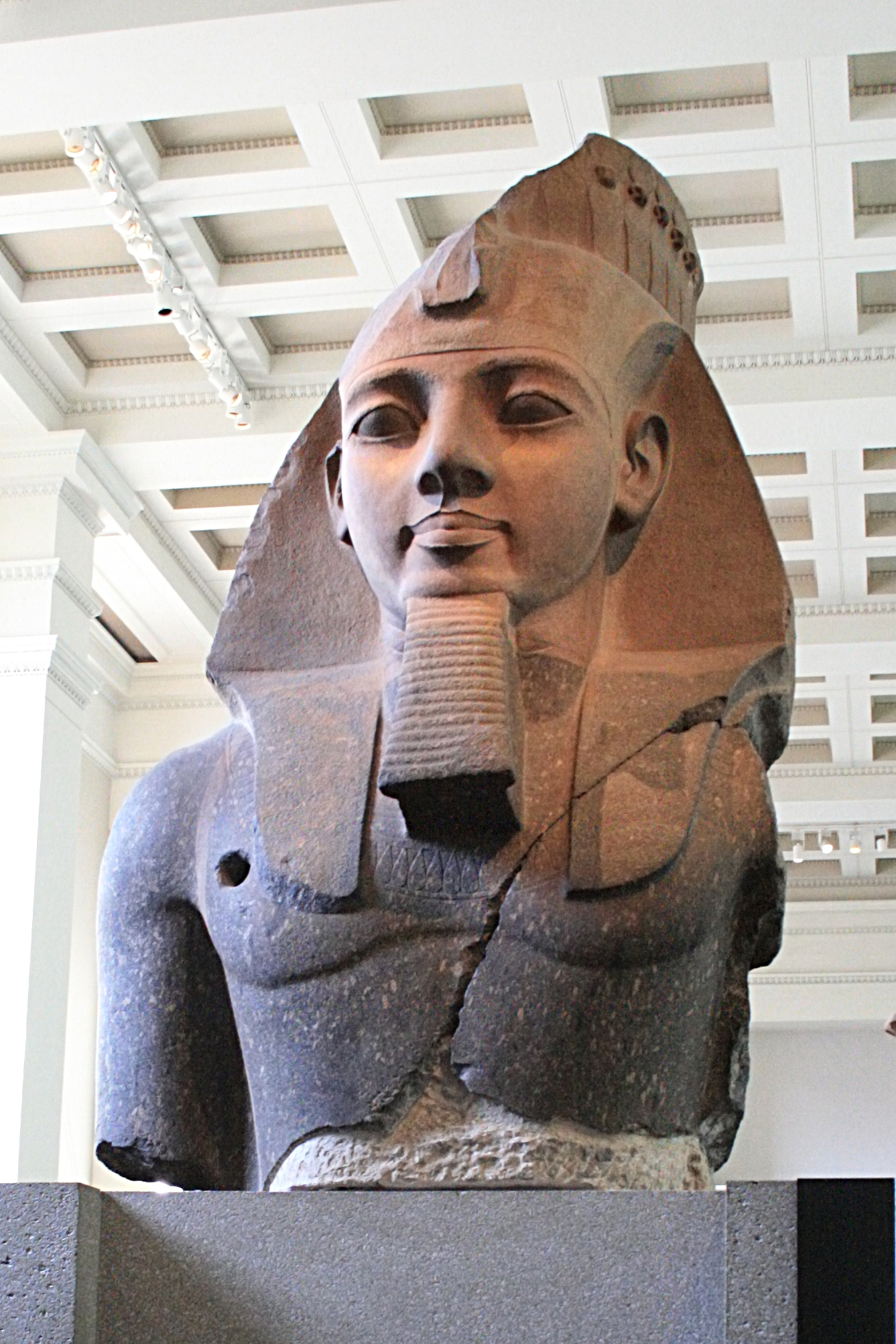
Buste de Ramsès II au British Museum

Le Département de l'Égypte ancienne et du Soudan est un département historique du British Museum, abritant la plus grande[h] et la plus complète collection d'antiquités égyptiennes au monde (avec plus de 100 000 pièces) à l'exception du Musée égyptien du Caire. 

## Histoire
Les antiquités égyptiennes font partie de la collection du British Museum depuis sa fondation en 1753 après avoir reçu 160 objets égyptiens de Sir Hans Sloane. Après la défaite des forces françaises sous Napoléon lors de la bataille du Nil en 1801, les antiquités égyptiennes collectées ont été confisquées par l'armée britannique et présentées au British Museum en 1803. Ces œuvres, qui comprenaient la célèbre pierre de Rosette, ont été le premier groupe important de grandes sculptures à être acquis par le Musée. Par la suite, le Royaume-Uni a nommé Henry Salt consul en Égypte. Celui-ci a rassemblé une énorme collection d'antiquités, dont certaines ont été assemblées et transportées avec une grande ingéniosité par le célèbre explorateur italien Giovanni Belzoni. La plupart des antiquités collectées ont été achetées par le British Museum et le Musée du Louvre. 
En 1866, la collection comprenait quelque 10 000 objets. Les antiquités des fouilles ont commencé à arriver au musée dans la dernière partie du XIXe siècle grâce aux travaux de la Société d'exploration de l'Égypte sous les efforts de E.A. Wallis Budge. Au fil des ans, plus de 11 000 objets sont venus de cette source, y compris des pièces d'Amarna, Bubastis et Deir el-Bahari. D'autres organisations et individus ont également fouillé et donné des objets au British Museum, notamment le compte de recherche d'Égypte de Flinders Petrie et la British School of Archaeology en Égypte, ainsi que l'expédition de l'Université d'Oxford à Kawa et Faras au Soudan. 

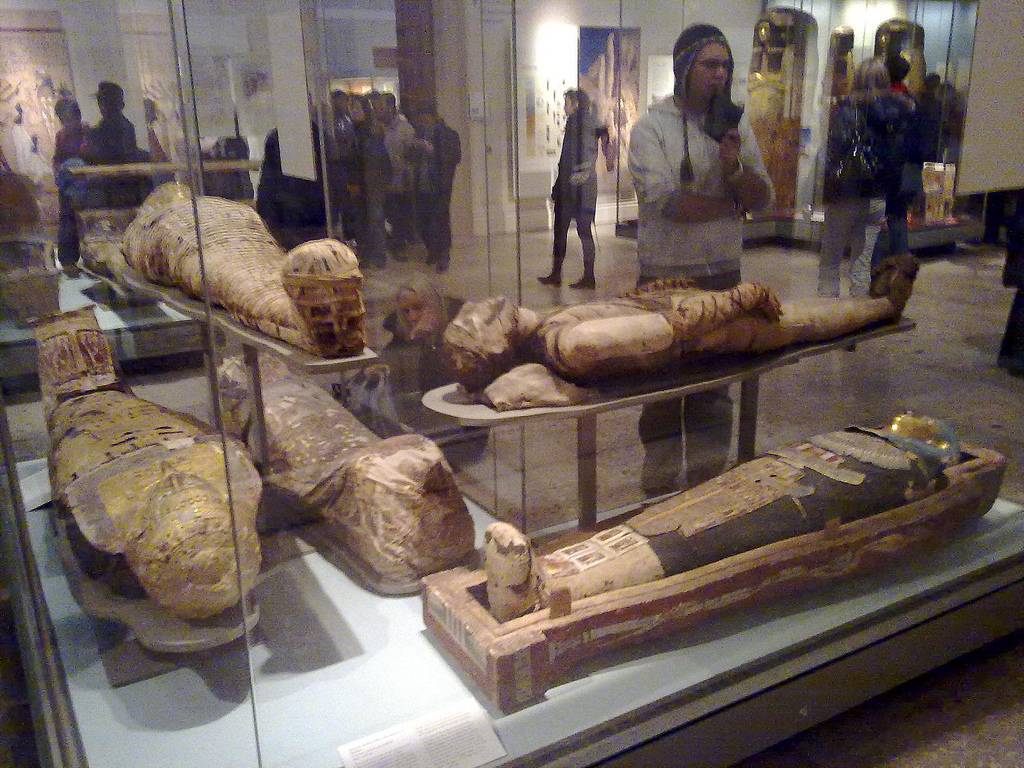
Salles 62 à 63 - Momies exposées dans les galeries égyptiennes de la mort et de l'au-delà

Le soutien actif du musée aux fouilles en Égypte a continué de se traduire par d'importantes acquisitions tout au long du XXe siècle jusqu'à ce que les modifications des lois sur les antiquités en Égypte entraînent la suspension des politiques autorisant l'exportation des découvertes, bien que les divisions persistent au Soudan. Le British Museum a mené ses propres fouilles en Égypte où il a reçu des divisions de découvertes, notamment Assiout (1907), Mostagedda et Matmar (1920), Hermopolis Magna (1980) et des sites au Soudan tels que Soba, Kawa et le nord de Dongola Reach (1990). La taille des collections égyptiennes s'élève désormais à plus de 110 000 objets. 
À l'automne 2001, les huit millions d'objets qui composent la collection permanente du Musée ont été élargis par l'ajout de six millions d'objets de la collection Wendorf de la préhistoire égyptienne et soudanaise. Celles-ci ont été données par le professeur Fred Wendorf de l'université méthodiste du Sud au Texas, et comprennent toute la collection d'objets et de restes environnementaux provenant de ses fouilles sur des sites préhistoriques dans le désert du Sahara entre 1963 et 1997. D'autres collections de travaux sur le terrain sont récemment venues de Dietrich et Rosemarie Klemm (université de Munich) et William Adams (université du Kentucky). 
Les sept galeries égyptiennes permanentes du British Museum, qui comprennent son plus grand espace d'exposition (salle 4, pour la sculpture monumentale), ne peuvent exposer que 4% de ses collections égyptiennes. Les galeries du deuxième étage présentent une sélection de la collection du musée de 140 momies et cercueils, la plus grande en dehors du Caire. Une grande partie de la collection provient de tombes ou de contextes associés au culte des morts, et ce sont ces pièces, en particulier les momies, qui restent parmi les expositions les plus recherchées par les visiteurs du musée. 

## Les collections
Les points saillants des collections comprennent : 
Période prédynastique et dynastique précoce (vers 6000 av. J.-C. - vers 2690 av. J.-C.)
- Momie de Momies prédynastiques de Gebelein, (c. 3400 av. J.-C.)
- Couteau en silex avec un manche en ivoire (connu sous le nom de couteau Pit-Rivers), Sheikh Hamada, Égypte, (vers 3100 av. J.-C.)
- La palette Battlefield et la palette Hunters, deux palettes cosmétiques avec des motifs décoratifs complexes, (vers 3100 av. J.-C.)
- Statuette en ivoire d'un roi, du premier temple d'Abydos, Égypte, (vers 3000 av. J.-C.)
- Étiquette de sandale du roi Den d'Abydos, milieu de la première dynastie, (vers 2985 av. J.-C.)
- Stèle du roi Péribsen, Abydos, (v. 2720-2710 av. J.-C.)

Ancien Empire (2690-2181 av. J.-C.)
- Objets provenant de la tombe du roi Khâsekhemoui de la IIe dynastie, (2690 av. J.-C.)
- Statue en granit d'Ânkhoua, le constructeur naval, Saqqarah, Égypte, IIIe dynastie, (environ 2650 av. J.-C.)
- Plusieurs des pierres de boîtier d'origine de la Grande Pyramide de Gizeh, l'une des sept merveilles du monde antique, (c. 2570 av. J.-C.)
- Statue de Nenkheftka de Deshasha, IVe dynastie, (2500 av. J.-C.)
- Fausse porte en pierre calcaire de Ptahshepsès, (2380 av. J.-C.)
- Statue de tombe en bois de Tjéti, Ve à VIe dynastie, (environ 2345-2181 av. J.-C.)

Moyen-Empire  (2134–1690 av. J.-C.)
- Cercueil intérieur et extérieur de Sebekhetepi, Beni Hassan, (environ 2125–1795 av. J.-C.)
- Stèle calcaire d'Heqaib, Abydos, Égypte, XIIe dynastie, (1990–1750 av. J.-C.)
- Statue en quartzite d'Ankhrekhu, XIIe dynastie, (1985–1795 av. J.-C.)
- Statue en granit de Sésostris III, (1850 av. J.-C.)
- Statue en bloc et stèle de Sahathor, XIIe dynastie, règne d'Amenemhat II, (vers 1922-1878 av. J.-C.)
- Statue en pierre calcaire et stèles de la chapelle d'offrande d'Inyotef, Abydos, XIIe dynastie, (vers 1920 av. J.-C.)

Nouvel Empire (1549–1069 av. J.-C.)
- Chef schiste du pharaon Hatchepsout ou de son successeur Thoutmôsis III, (1480 av. J.-C.)
- Fragment de la barbe du Grand Sphinx de Gizeh (XIVe siècle av. J.-C.)
- Tête colossale d'une statue d'Amenhotep III, (1350 av. J.-C.)
- Buste en calcaire colossal d'Amenhotep III, (1350 av. J.-C.)
- Lettres d'Amarna, 99 des 382 tablettes d'argiles trouvés, deuxième plus grande collection au monde après le musée Vorderasiatisches de Berlin (203 comprimés), (1350 av. J.-C.)
- Liste des rois d'Égypte du temple funéraire de Ramsès II à Abydos, (1250 av. J.-C.)

Troisième période intermédiaire (1069–664 av. J.-C.)
- Statue du dieu du Nil Hâpy, Karnak, (vers 900 av. J.-C.)
- Cas de momie et cercueil de Nesperennub, Thèbes, (vers 800 av. J.-C.)
- Pierre de Chabaka de Memphis, Égypte, XXVe dynastie, (vers 700 av. J.-C.)
- Statues d'Amon sous la forme d'un bélier protégeant le roi Taharqa, (683 av. J.-C.)
- Cercueils intérieurs et extérieurs du prêtre Hor, Deir el-Bahari, Thèbes, XXVe dynastie, (environ 680 av. J.-C.)
- Statue en granit du Sphinx de Taharqa, (680 av. J.-C.)

Basse époque (664-332 av. J.-C.)
- Saite Sarcophage de Satsobek, le vizir (premier ministre) de la partie nord de l'Égypte sous le règne de Psammétique Ier, (664–610 av. J.-C.)
- Figure en bronze d'Isis et Horus, Saqqarah-Nord, Égypte, (600 av. J.-C.)
- Sarcophage d'Hapmen, Le Caire, XXVIe dynastie ou plus tard, (600–300 av. J.-C.)
- Statue à genoux de Ouahibrê, près du lac Mariout, (530 av. J.-C.)
- Sarcophage d'Ânkhnesneferibrê, (525 av. J.-C.)
- Obélisques et sarcophage du pharaon Nectanébo II, (360–343 av. J.-C.)

Dynastie ptolémaïque (305-30 av. J.-C.)
- La célèbre pierre de Rosette, stèle trilingue qui a déverrouillé la civilisation égyptienne antique, (196 av. J.-C.)
- Sculpture géante d'un scarabée, (32–30 av. J.-C.)
- Fragment d'une statue basaltique de style égyptien de Ptolémée (305-283 av. J.-C.)
- Momie de Hornedjitef (cercueil intérieur), Thèbes, (IIIe siècle av. J.-C.)
- Mur d'une chapelle de la reine Shanakdakhete, Méroé, (c. 150 av. J.-C.)
- Naos de Ptolémée VII, Philæ, (c. 150 av. J.-C.)

Période romaine (30 av. J.-C.-641 ap. J.-C.)
- Tête de schiste d'un jeune homme, Alexandrie, (après 30 av. J.-C.)
- Stèle mérotique de Hamadab du royaume de Koush trouvée près du site antique de Méroé au Soudan, 24 av. J.-C.
- Couvercle du cercueil de Soter et Cléopâtre de Qurna, Thèbes, (début du IIe siècle apr. J.-C.)
- Momie d'un jeune avec un portrait du défunt, Hawara, (100-200 ap. J.-C.)
- Lampe en bronze et patère des tombes du groupe X, Qasr Ibrim, (Ier-VIe siècles ap. J.-C.)
- Peinture murale copte du martyre des saints, Wadi Sarga, (VIe siècle apr. J.-C.)

## Galerie

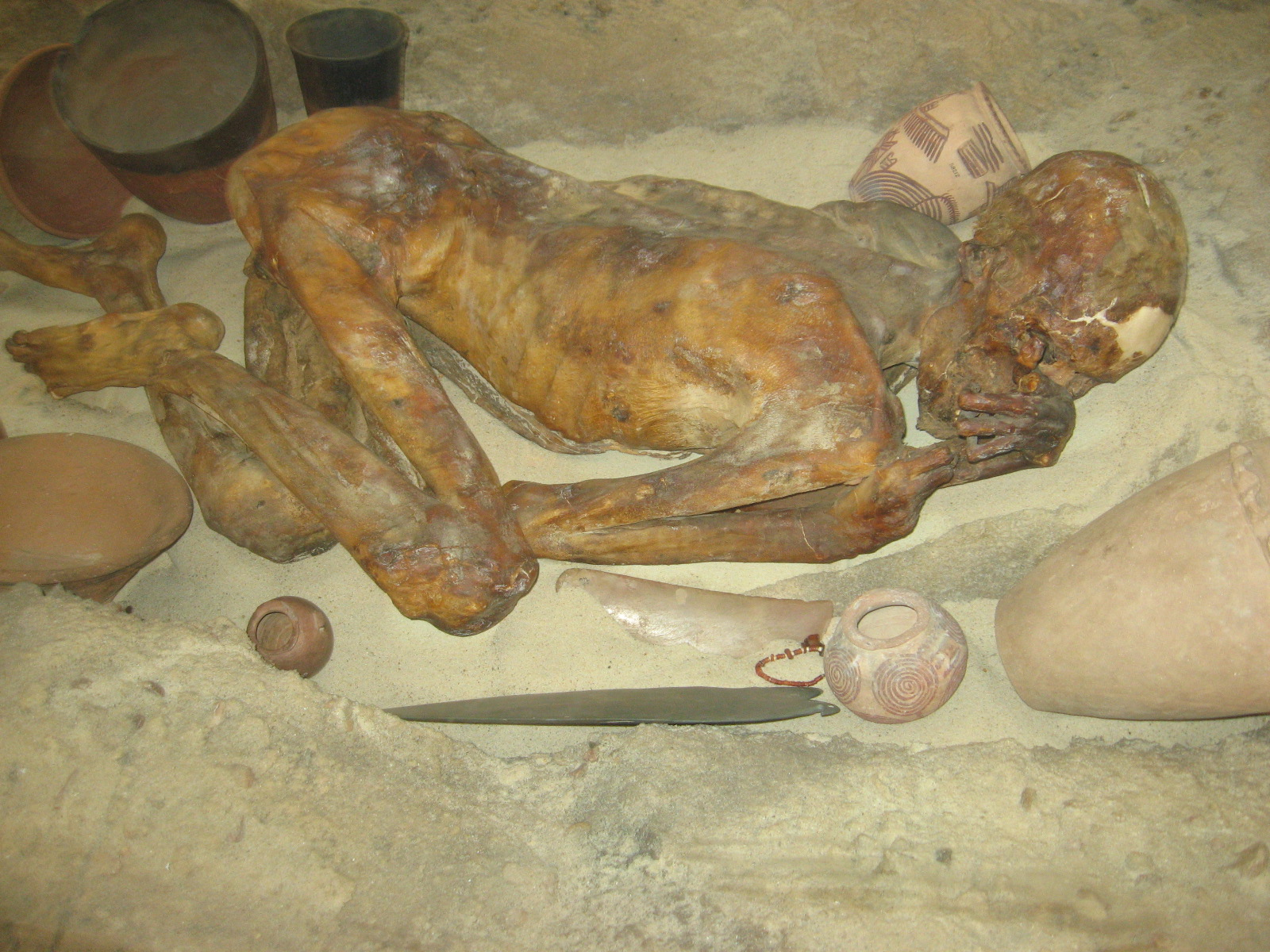
Salle 64 - tombe égyptienne contenant une des momies prédynastiques de Gebelein, fin [prédynastique, 3400 av. J.-C.
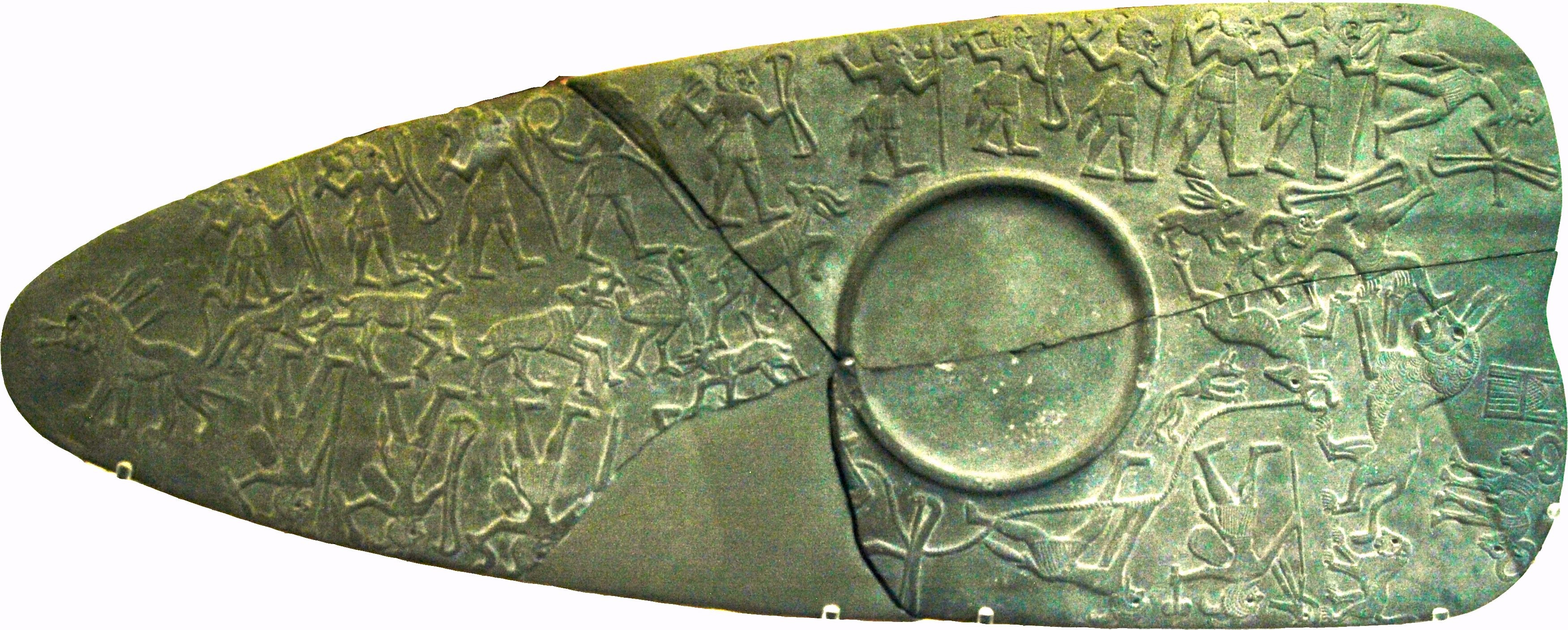
Salle 64 - Palette cérémonielle fragmentaire connue sous le nom de palette des chasseurs, de la fin de la période prédynastique, Naqada III, v. 3250-3100 av. J.-C.
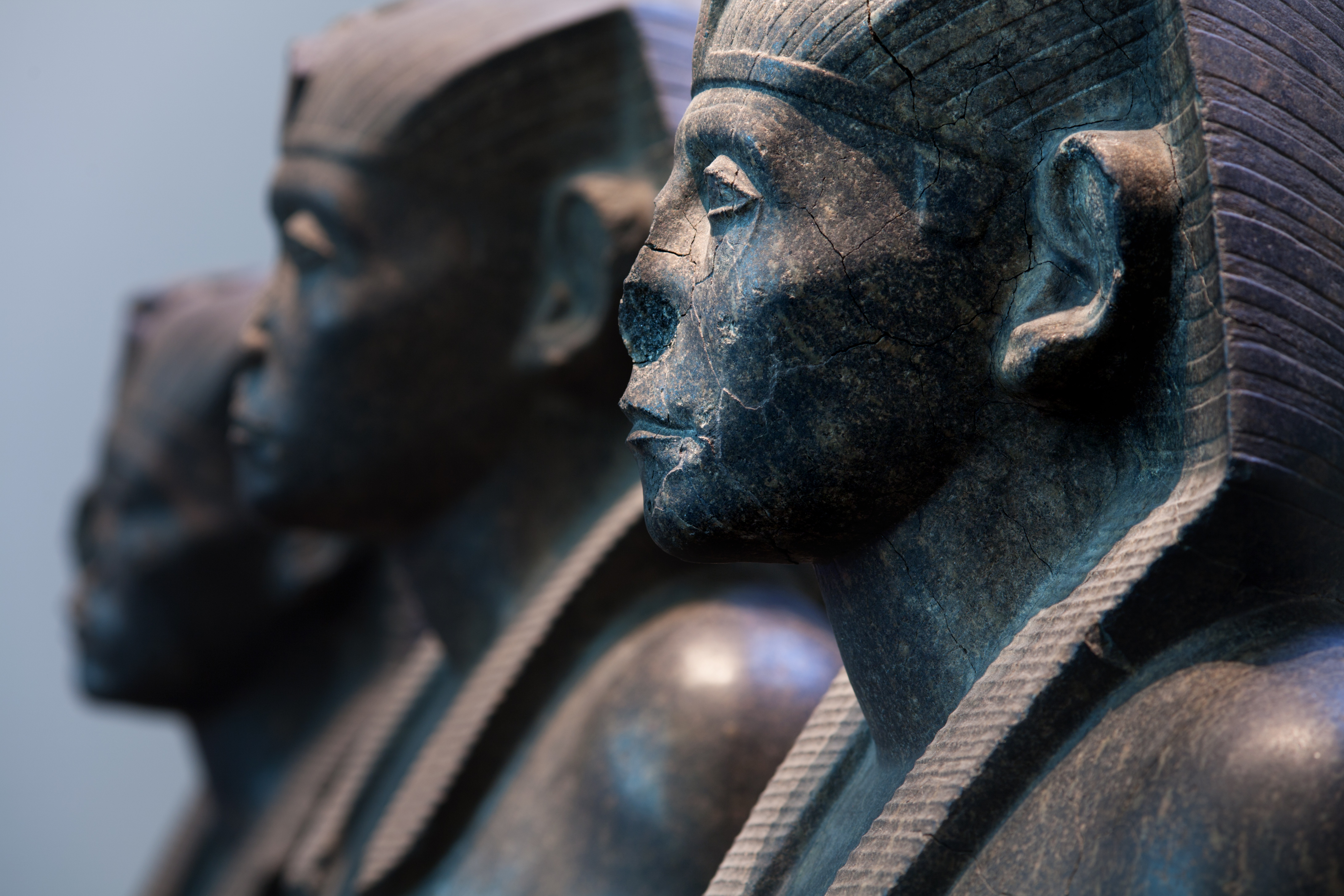
Salle 4 - Trois statues de granit noir du pharaon Sésostris III, v. 1850 av. J.-C.
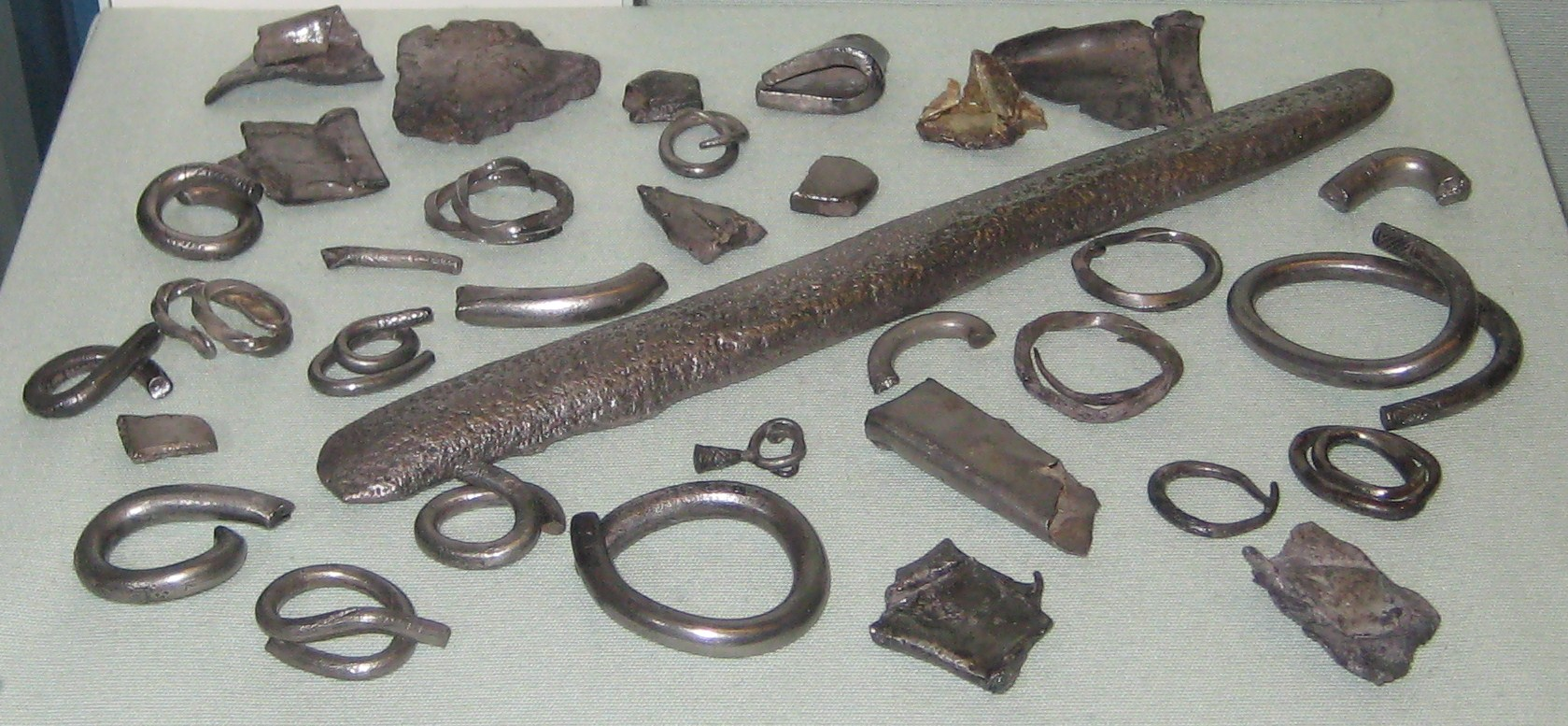
Salle 68 - Partie du trésor d'Amarna, Égypte, v. 1850-1800 av. J.-C. (XVIIIe dynastie)
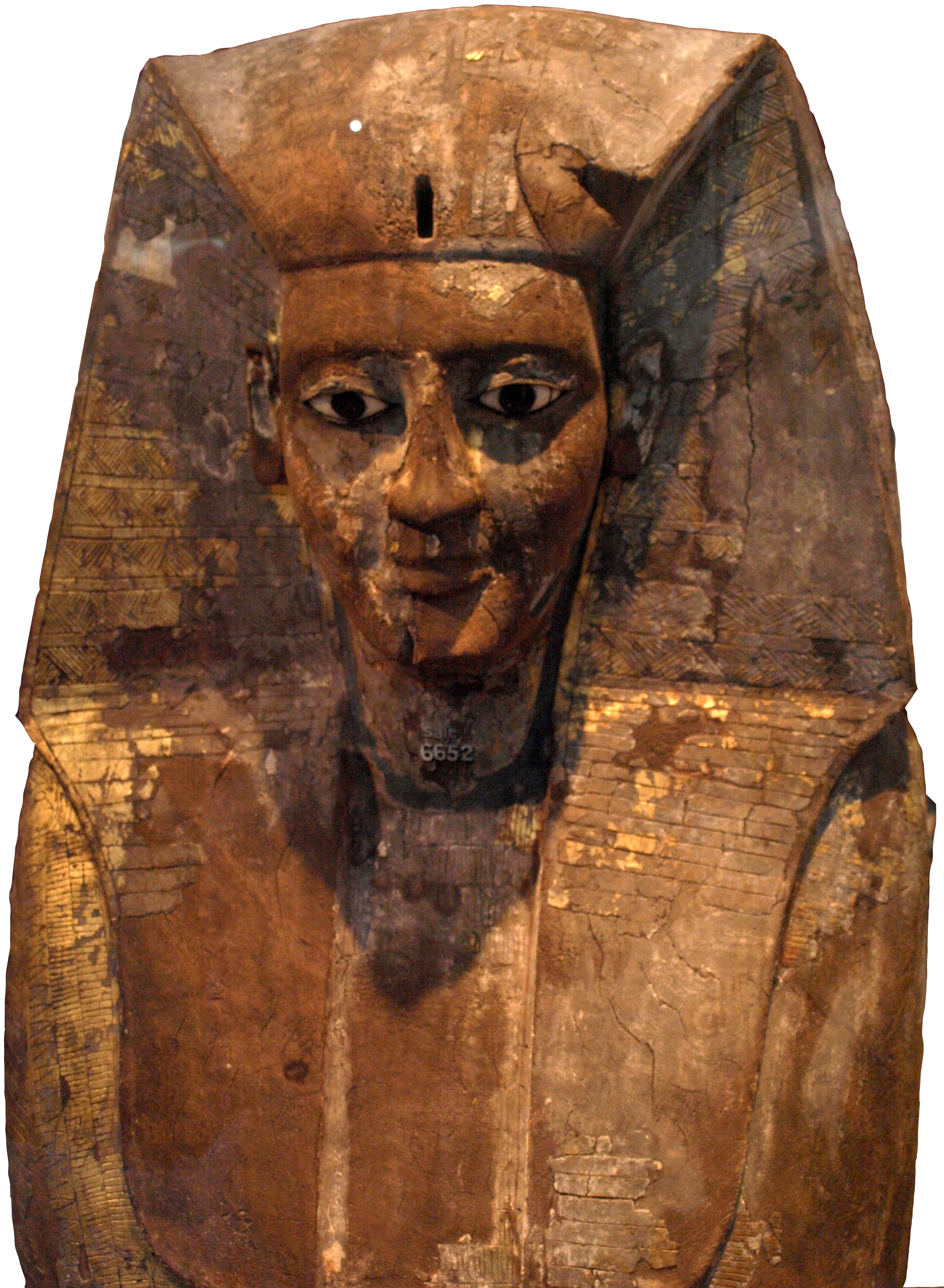
Salle 63 - Cercueil en bois du pharaon Noubkheperrê Antef de la XVIIe dynastie, 1600 av. J.-C.
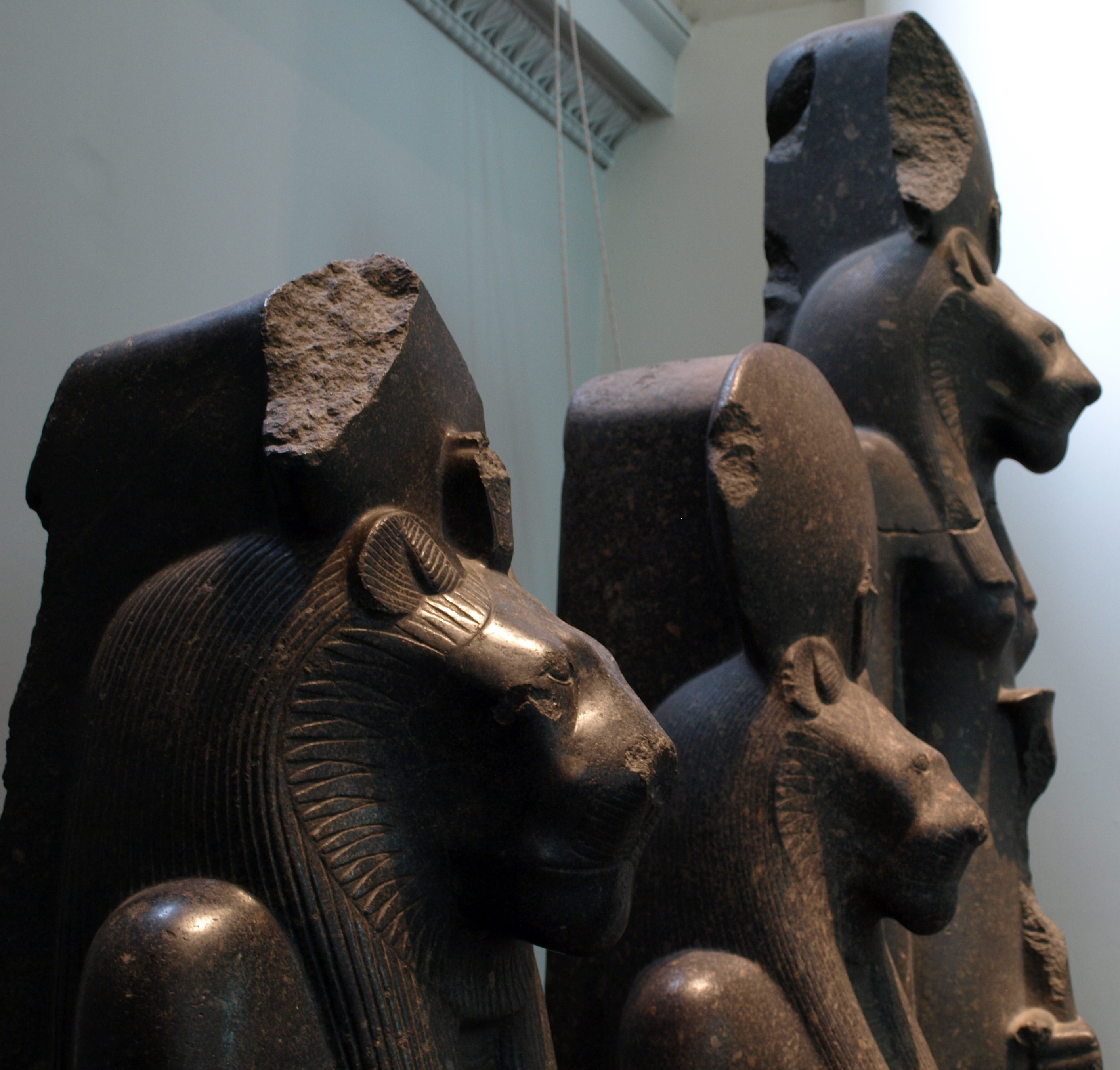
Salle 4 - Trois statues de granit noir de la déesse Sekhmet, v. 1400 av. J.-C.
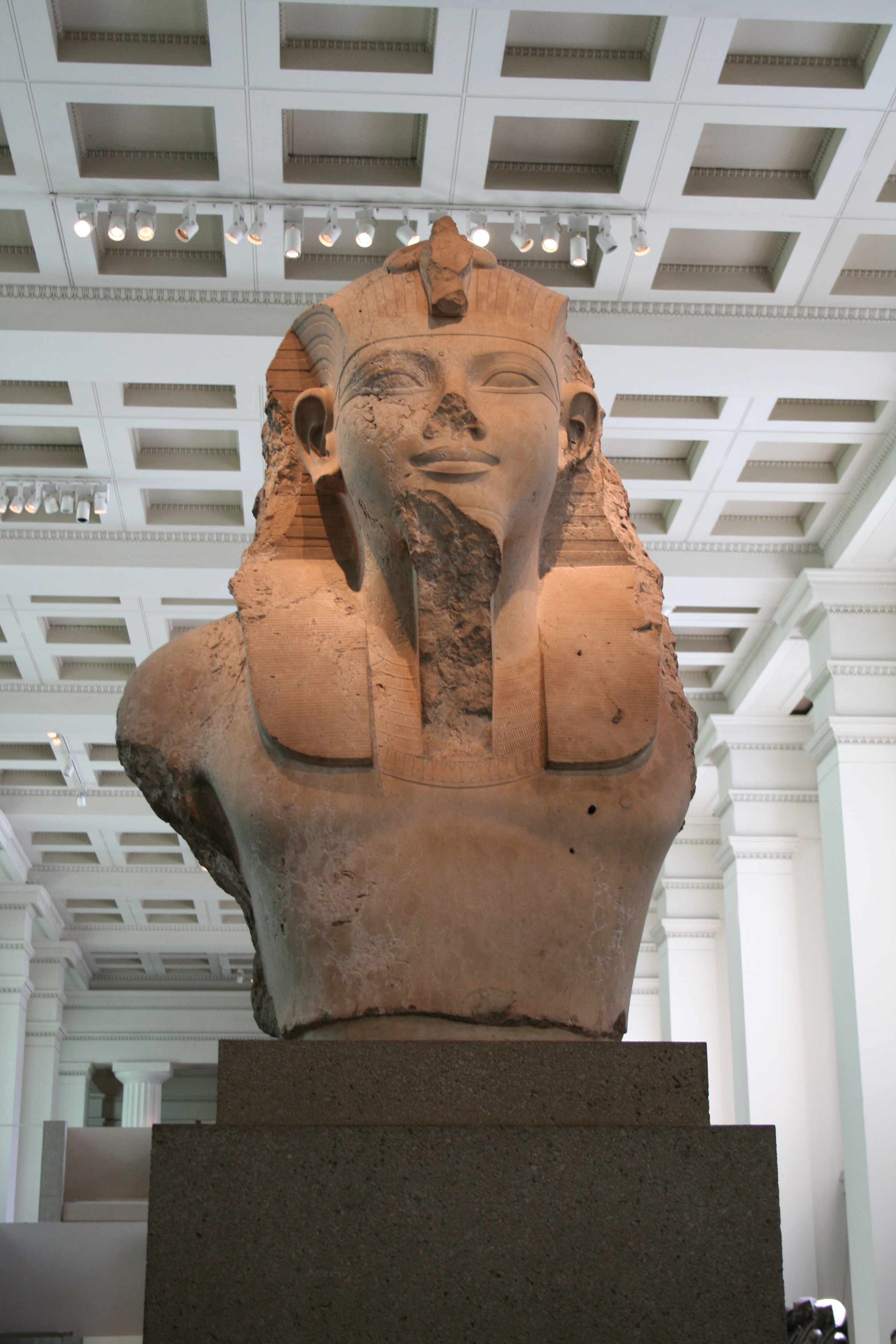
Salle 4 - Statue colossale d'Amenhotep III, v. 1370 av. J.-C.
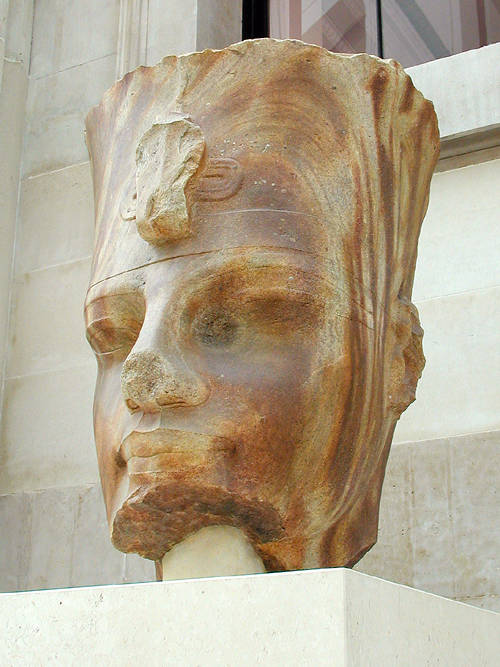
Grande Cour - Statue colossale en quartzite d'Amenhotep III, v. 1350 av. J.-C.
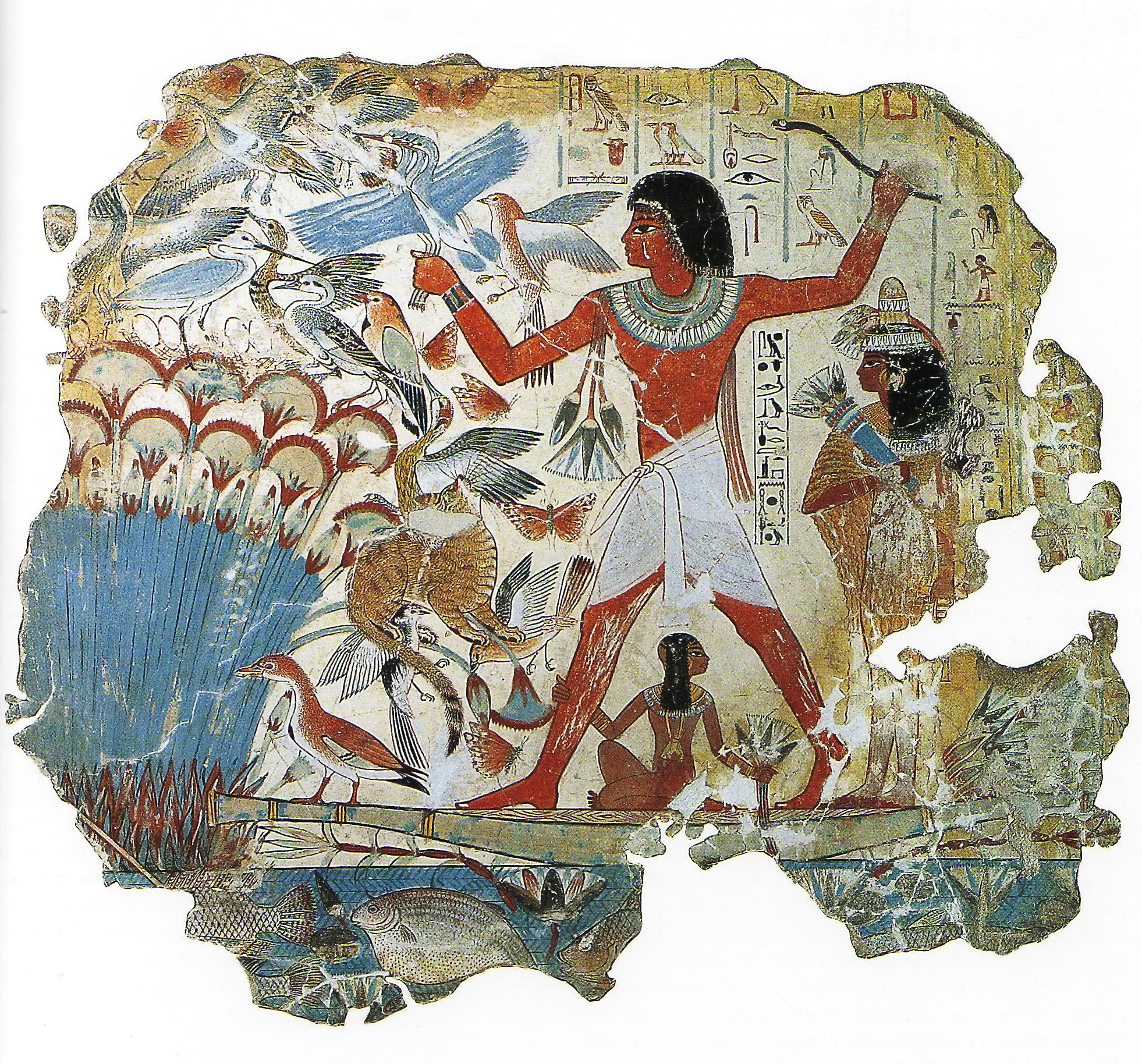
Salle 61 - La célèbre fausse fresque « Étang dans un jardin » du tombeau de Nebamun, v. 1350 av. J.-C.
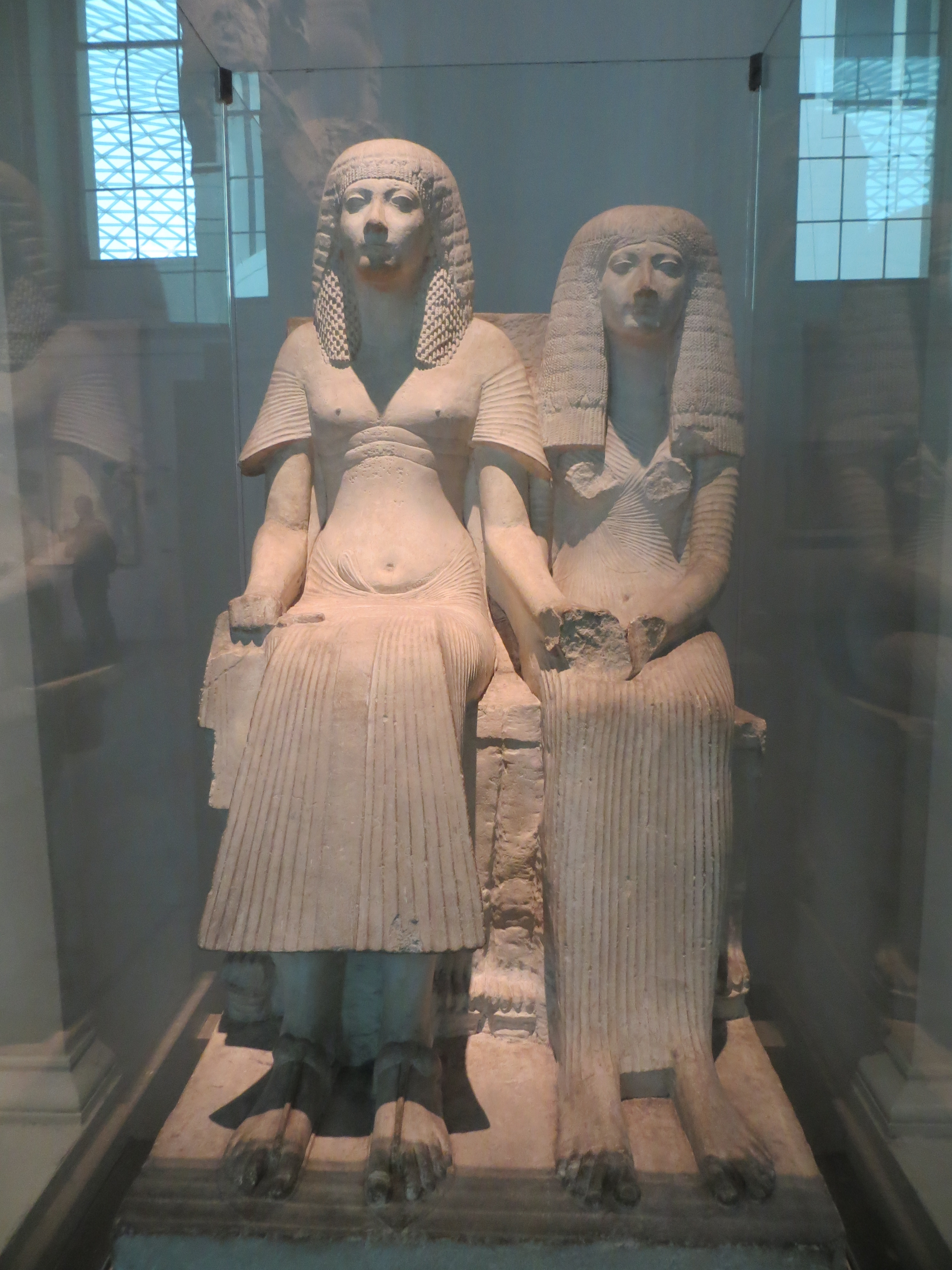
Chambre 4 - Statue en pierre calcaire d'un mari et d'une femme, 1300-1250 av. J.-C.
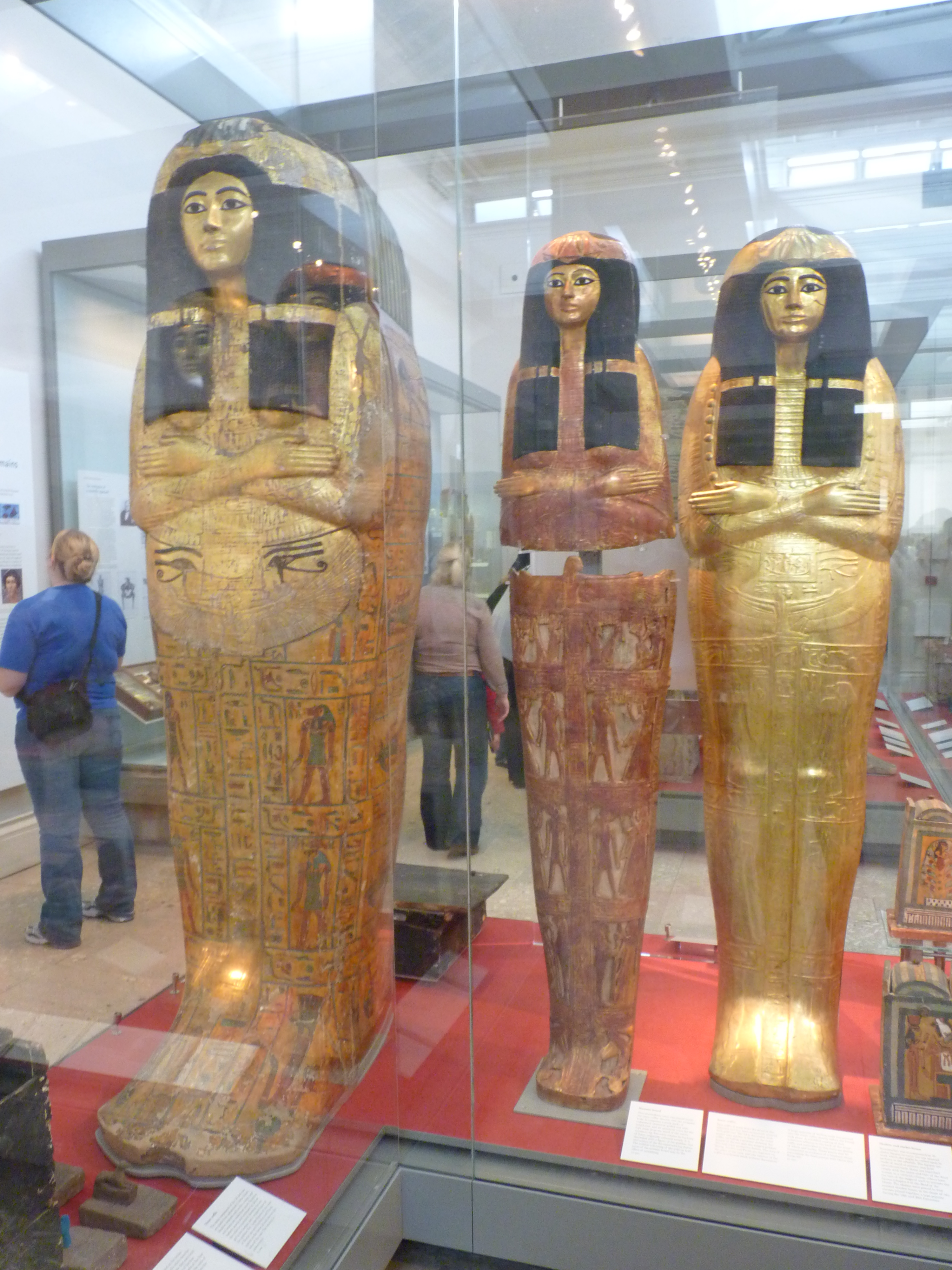
Salle 63 - Cercueils extérieurs dorés de la tombe d'Henoutmehyt, Thèbes, Égypte, XIXe dynastie, 1250 av. J.-C.
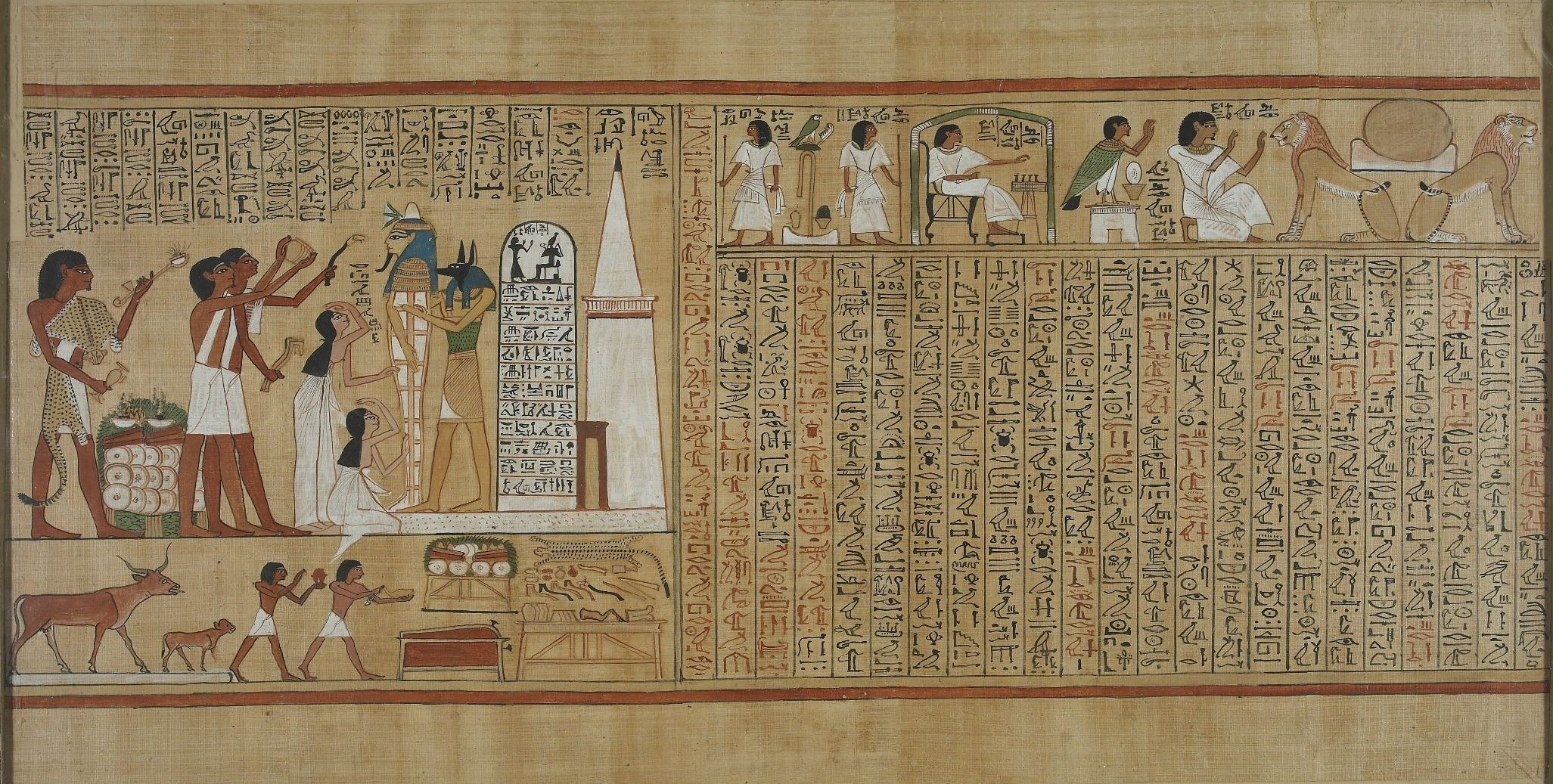
Livre des morts d'Hounefer, feuille 5, XIXe dynastie, 1250 av. J.-C.
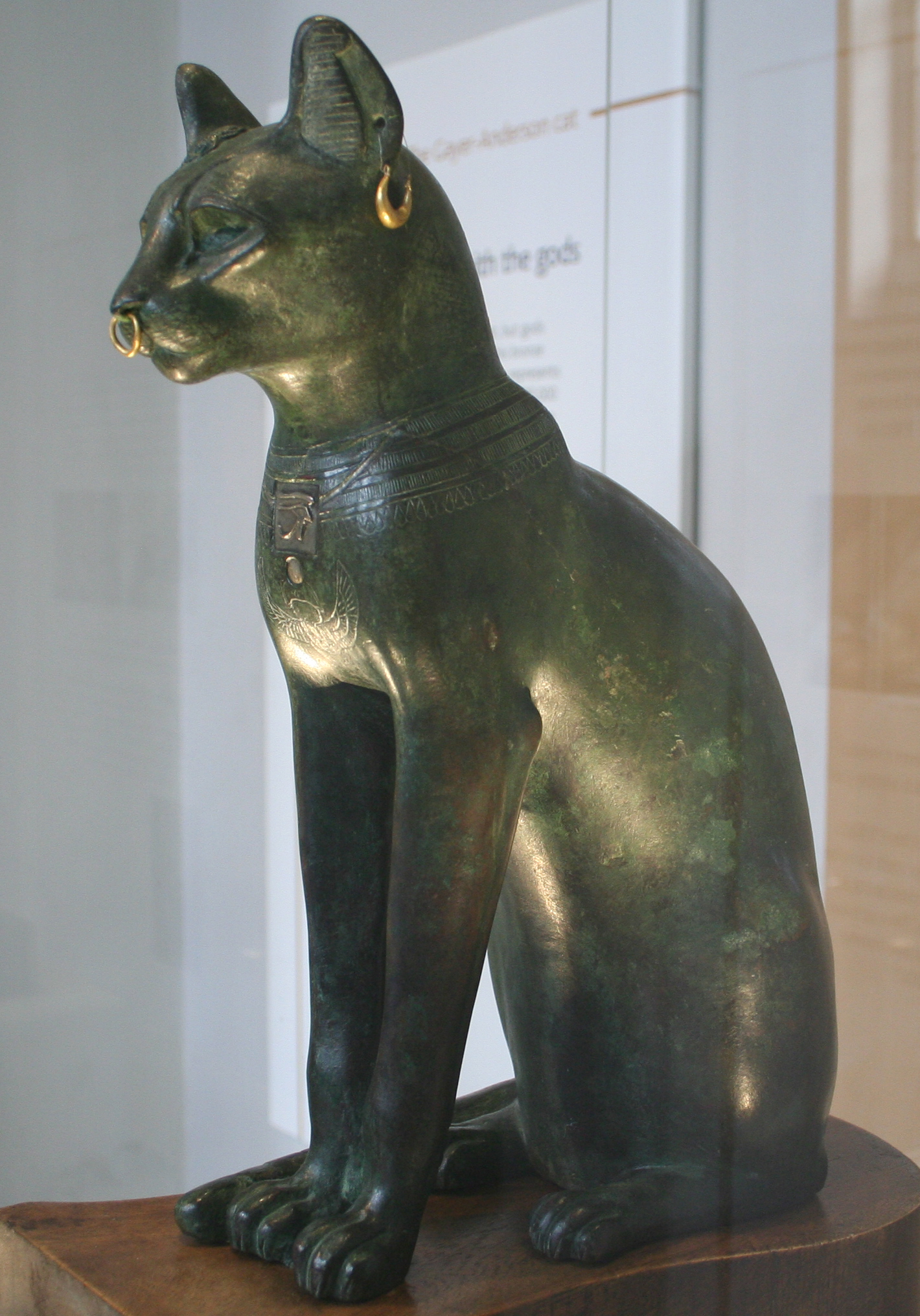
Salle 4 - Ancienne statue égyptienne en bronze d'un chat de la fin de la période, environ 664-332 av. J.-C.
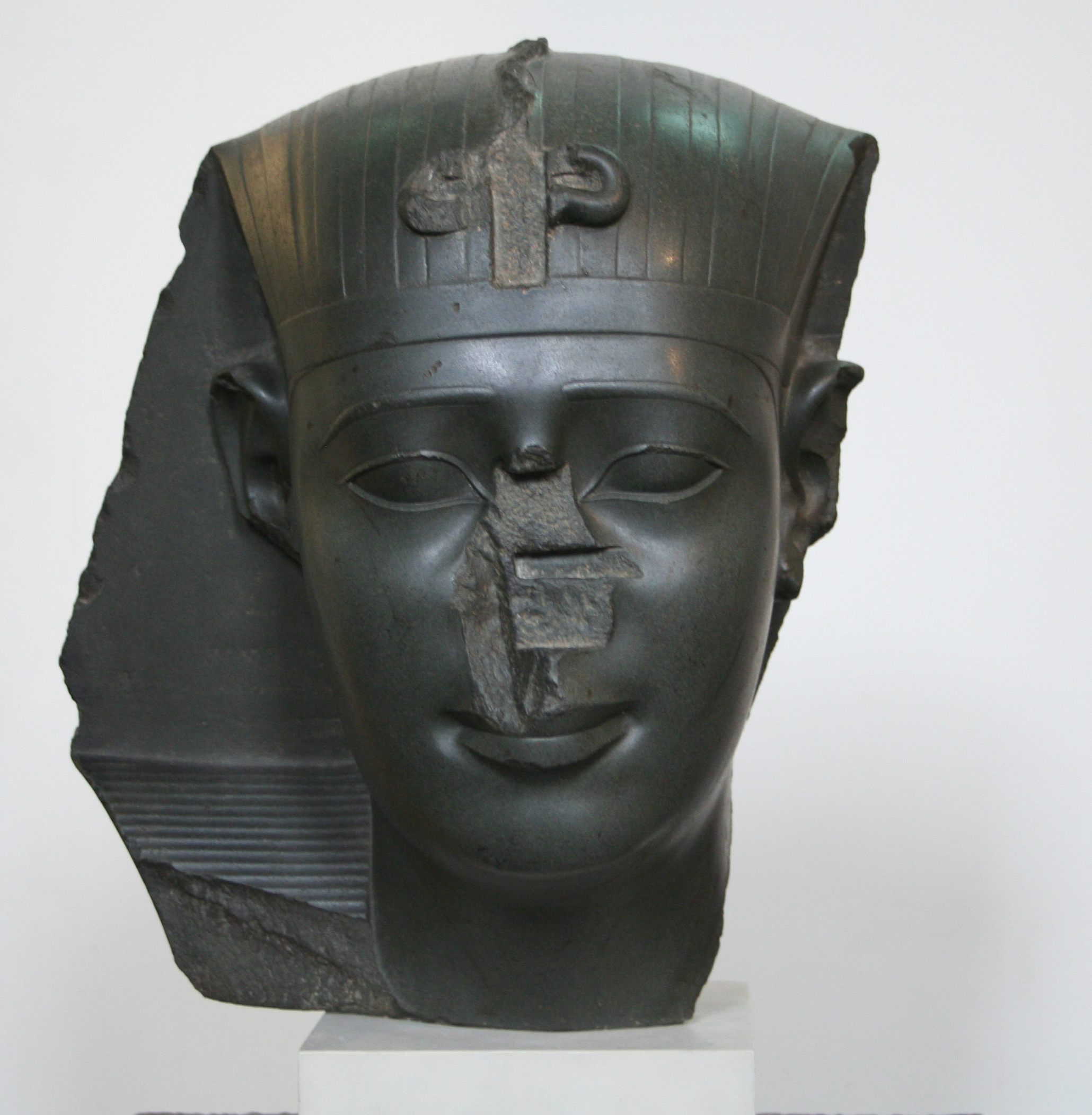
Salle 4 - Tête en siltstone vert d'un pharaon, XXVIe-XXXe dynasties, 600-340 av. J.-C.
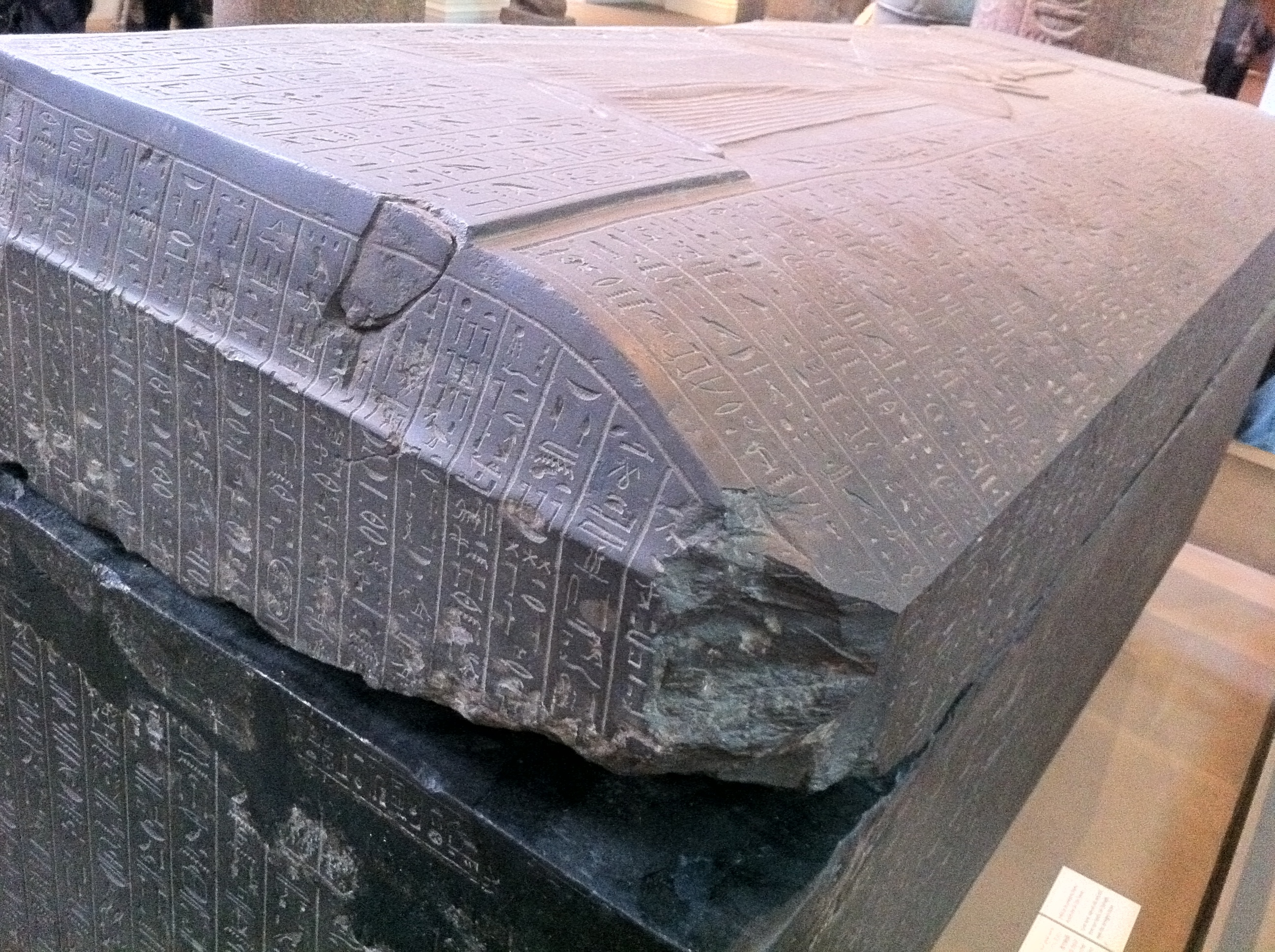
Salle 4 - Sarcophage d'Ânkhnesnéferibrê, XXVIe dynastie, vers 530 av. J.-C.
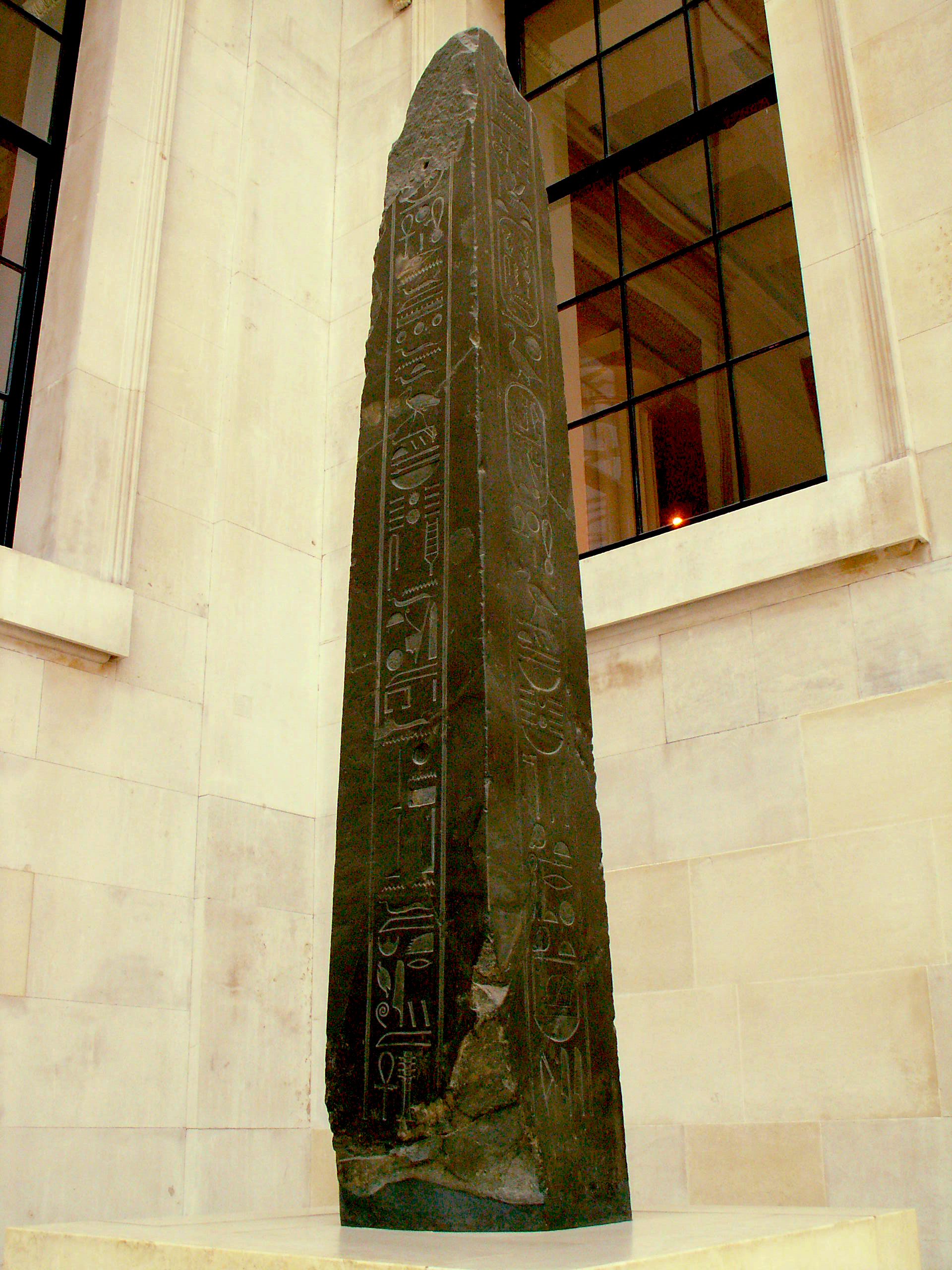
Grande Cour - Obélisque de siltite noire du roi Nectanébo II d'Égypte, XXXe dynastie, vers 350 av. J.-C.
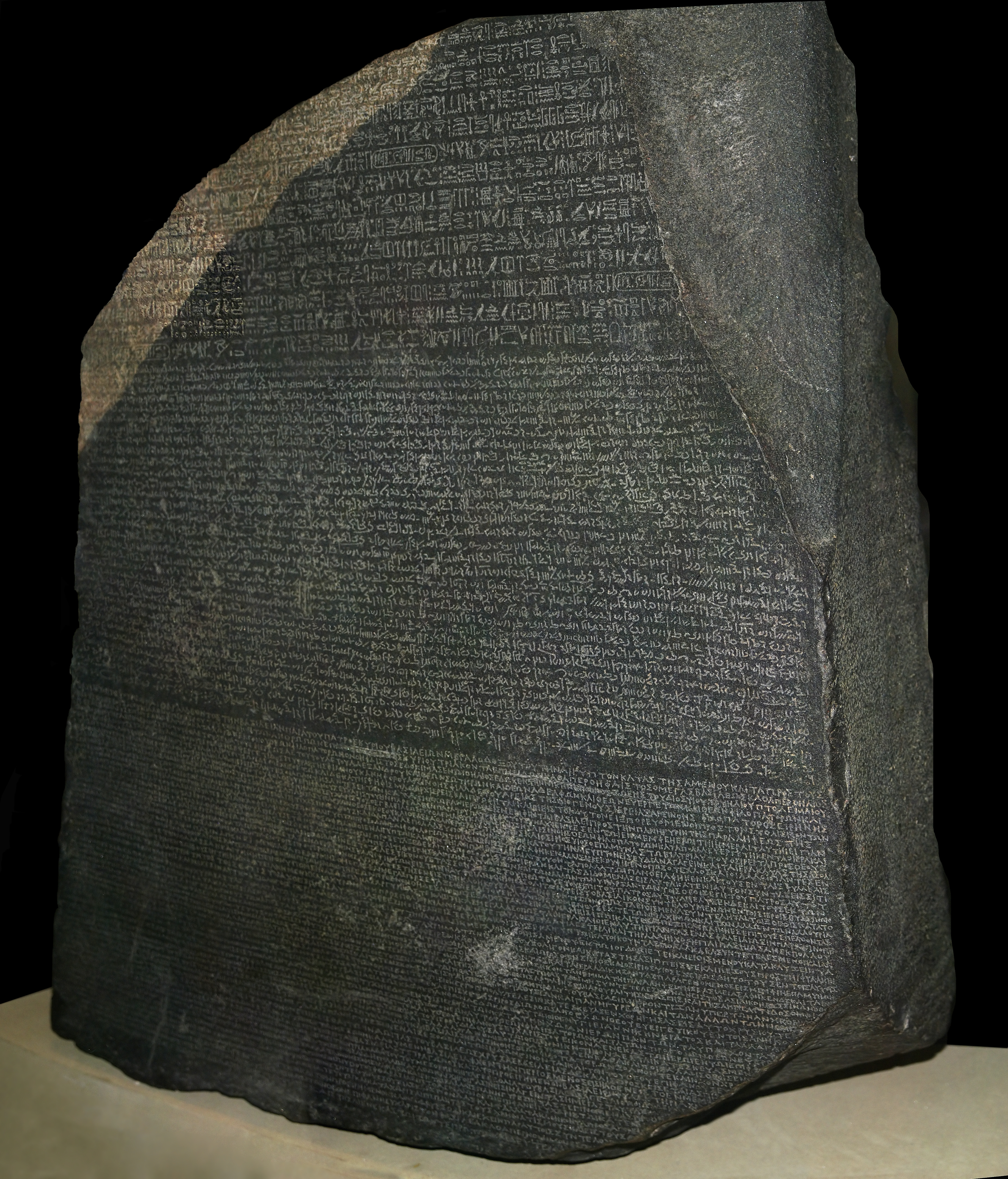
Salle 4 - La pierre de Rosette, clé du déchiffrement des hiéroglyphes égyptiens, 196 av. J.-C.
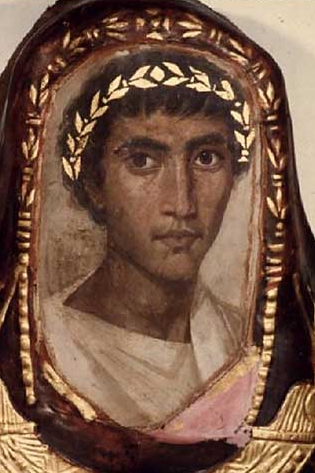
Salle 62 - Détail du cas de la momie d'Artémidore le Jeune, un Grec qui s'était installé à Thèbes, en Égypte, à l'époque romaine, 100-200 ap. J.-C.